# ファビオ・ナシメント
ファビオ・"ネガォン"・ナシメント（Fabio "Negão" Nascimento、1981年3月18日 - ）は、ブラジルの男性総合格闘家。サンパウロ州サンパウロ出身。チーム・オーヤマ / ロータス・クラブ所属。ファビオ・ネガォンとも表記される。

## 来歴
2006年10月7日、Super Challengeで行われた83kg級トーナメントに出場。1回戦・準決勝をともにKO勝ちで決勝に進出するが、決勝でデミアン・マイアにフロントチョークで敗れ、準優勝となった。
2007年4月27日のパンクラスで久松勇二との対戦が決定していたが、4月21日にProEliteとNo Limitsが共催した大会に出場し、レイ・リザーマにKO負け。パンクラスは契約違反のため欠場した。
2007年8月4日、Fury Fight Championshipの83kg級グランプリ1回戦でレアンドロ・シウバにKO勝ち。続く12月6日の決勝大会では準決勝でホジマール・パリャーレスと対戦し、ヒールホールドによる一本負けで準決勝敗退。
2008年7月19日、Affliction旗揚げ戦Affliction: Bannedでマット・リンドランドと対戦し、0-3の判定負けを喫した。

## 戦績
| 総合格闘技 戦績 | 総合格闘技 戦績 | 総合格闘技 戦績 | 総合格闘技 戦績 | 総合格闘技 戦績 | 総合格闘技 戦績 | 総合格闘技 戦績 |
| --------------- | --------------- | --------------- | --------------- | --------------- | --------------- | --------------- |
| 15 試合         | (T)KO           | 一本            | 判定            | その他          | 引き分け        | 無効試合        |
| 10 勝           | 4               | 3               | 3               | 0               | 0               | 0               |
| 5 敗            | 1               | 2               | 2               | 0               | 0               | 0               |

| 勝敗 | 対戦相手                         | 試合結果                         | 大会名                                                                        | 開催年月日     |
| ×    | デウソン・エレーノ               | 5分3R終了 判定0-3                | M-1 Challenge 19: 2009 Challenge Semi-Finals                                  | 2009年9月26日  |
| ○    | マラート・イラレフ               | 2R 2:13 腕ひしぎ十字固め         | M-1 Challenge 17: Korea                                                       | 2009年7月4日   |
| ○    | ペ・ミョンホ                     | 5分2R終了 判定2-0                | DEEP M-1 CHALLENGE 3rd EDITION in JAPAN 【USA Team West vs. 韓国 76kg以下級】 | 2009年4月29日  |
| ×    | マット・リンドランド             | 5分3R終了 判定0-3                | Affliction: Banned                                                            | 2008年7月19日  |
| ×    | ホジマール・パリャーレス         | 1R 2:45 ヒールホールド           | Fury FC 5: Final Conflict 【83kg級グランプリ 準決勝】                         | 2007年12月6日  |
| ○    | ジェシー・フアレス               | 1R 4:50 ギブアップ（パンチ連打） | EFWC: The Untamed                                                             | 2007年10月6日  |
| ○    | レアンドロ・シウバ               | TKO（パンチ連打）                | Fury FC 4: High Voltage 【83kg級グランプリ 1回戦】                            | 2007年8月4日   |
| ×    | レイ・リザーマ                   | 1R 4:19 KO（パンチ連打）         | No Limits: Proving Ground                                                     | 2007年4月21日  |
| ○    | ホアン・"ジュカオン"・カルネイロ | 5分3R終了 判定3-0                | Cla Fighting Championships 1                                                  | 2006年11月23日 |
| ×    | デミアン・マイア                 | 1R フロントチョーク              | Super Challenge 1 【83kg級トーナメント 決勝】                                 | 2006年10月7日  |
| ○    | フェリーペ・アリネーリ           | 3R TKO（パンチ連打）             | Super Challenge 1 【83kg級トーナメント 準決勝】                               | 2006年10月7日  |
| ○    | カーロス・バルーチ               | 2R KO（膝蹴り）                  | Super Challenge 1 【83kg級トーナメント 1回戦】                                | 2006年10月7日  |
| ○    | ガブリエウ・サントス             | 5分3R終了 判定3-0                | Predador FC 2                                                                 | 2006年8月11日  |
| ○    | マウロ・シメント・ジュニオール   | 3R 腕ひしぎ十字固め              | Showfight 4                                                                   | 2006年4月6日   |
| ○    | アレックス・ガージ               | 1R KO（パンチ）                  | Showfight 3                                                                   | 2005年10月21日 |

## 獲得タイトル
- ブラジル柔術選手権（ブラジレイロ）黒帯 優勝